# Reisers vliegenpikker
De Reisers vliegenpikker (Phyllomyias reiseri) is een zangvogel uit de familie Tyrannidae (tirannen). Deze vogel is genoemd naar de Oostenrijkse ornitholoog Othmar Reiser (1861-1936).

## Verspreiding en leefgebied
Deze soort komt voor in oostelijk-centraal Brazilië en Paraguay.

## Status
De grootte van de populatie is niet gekwantificeerd maar de soort wordt omschreven als schaars en erg plaatselijk. Op de Rode lijst van de IUCN heeft deze soort de status niet bedreigd.